# Sonnaz (Frankrijk)
Sonnaz is een gemeente in het Franse departement Savoie (regio Auvergne-Rhône-Alpes). De plaats maakt deel uit van het arrondissement Chambéry. Sonnaz telde op 1 januari 2022 2.106 inwoners.

## Geografie
De oppervlakte van Sonnaz bedroeg op 1 januari 2022 6,79 vierkante kilometer; de bevolkingsdichtheid was toen 310,2 inwoners per km².

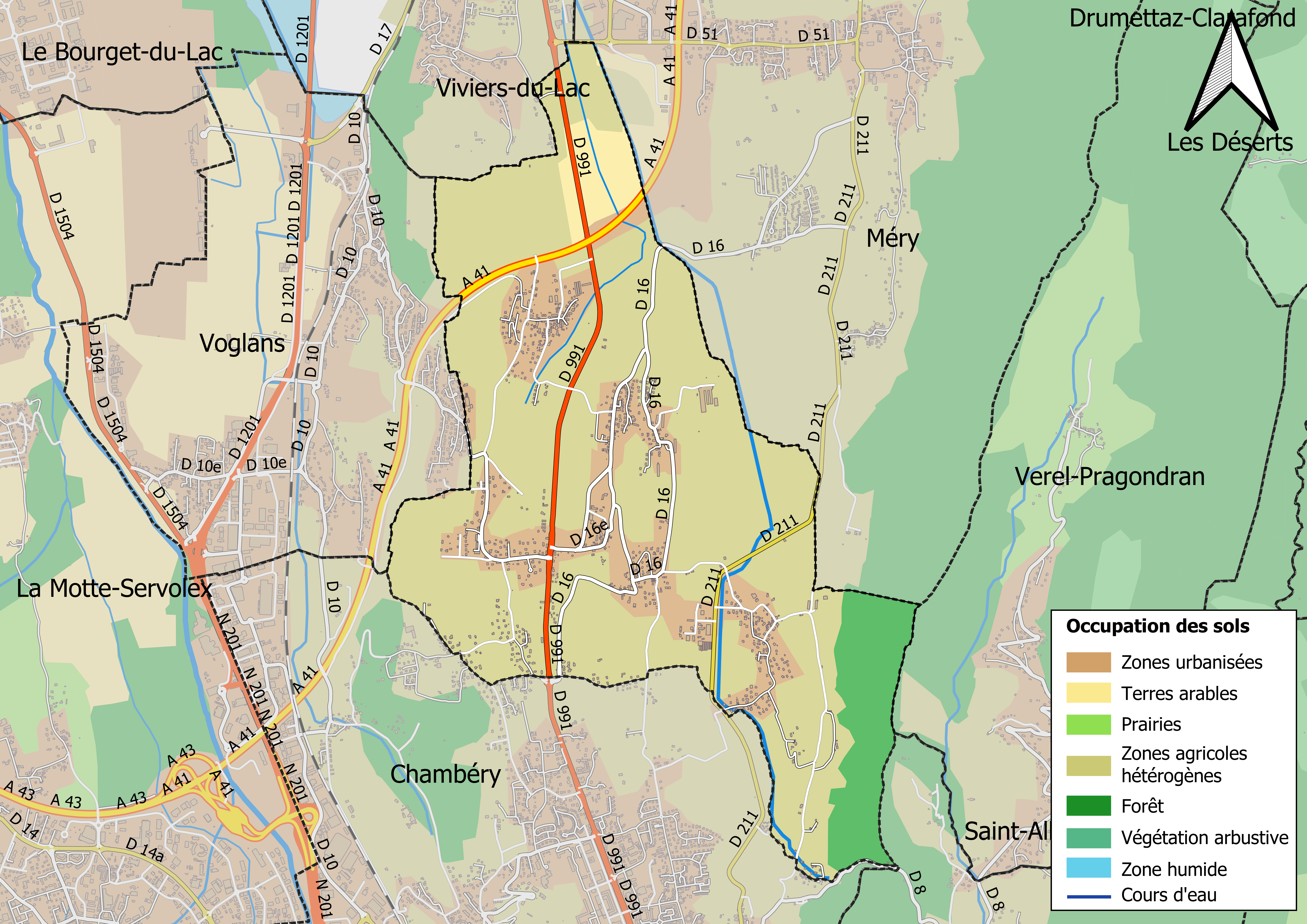
Kaart van de gemeente met de belangrijkste infrastructuur, bodemgebruik en omliggende gemeenten

## Demografie
Onderstaande figuur toont het verloop van het inwonertal (bron: INSEE-tellingen).